# Třebíč (nádraží)

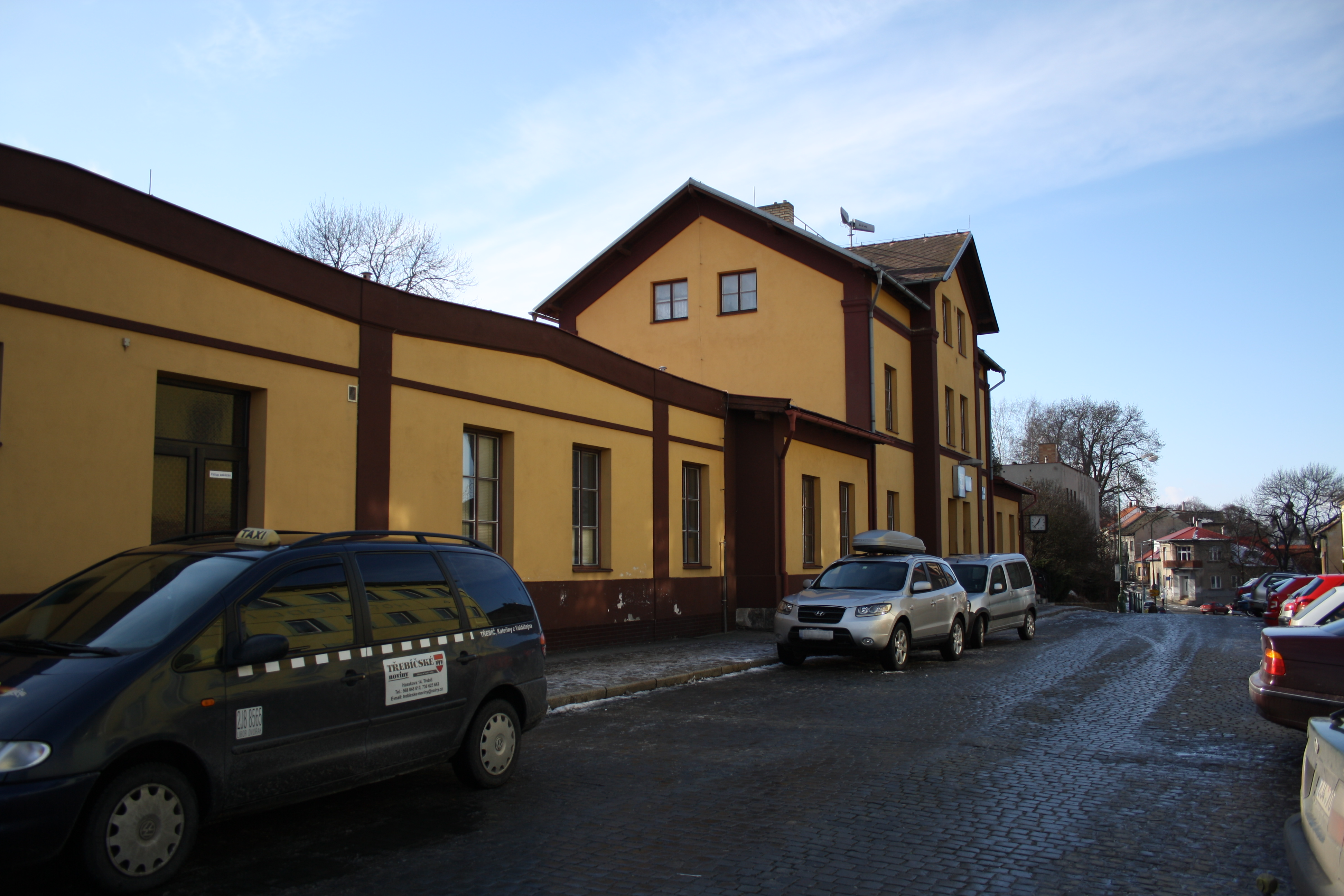
Výpravní budova z ulice Nádražní

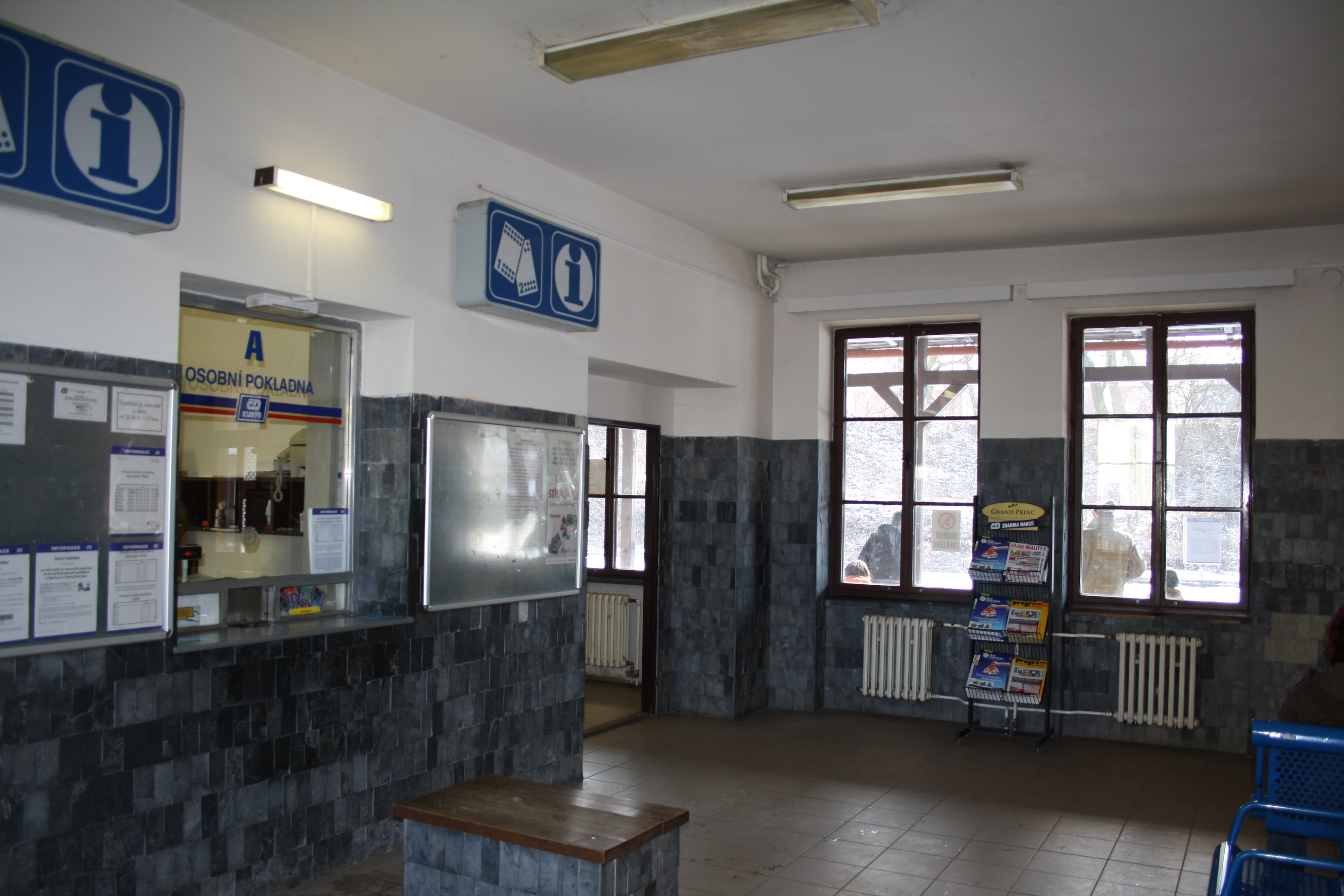
Část vestibulu výpravní budovy

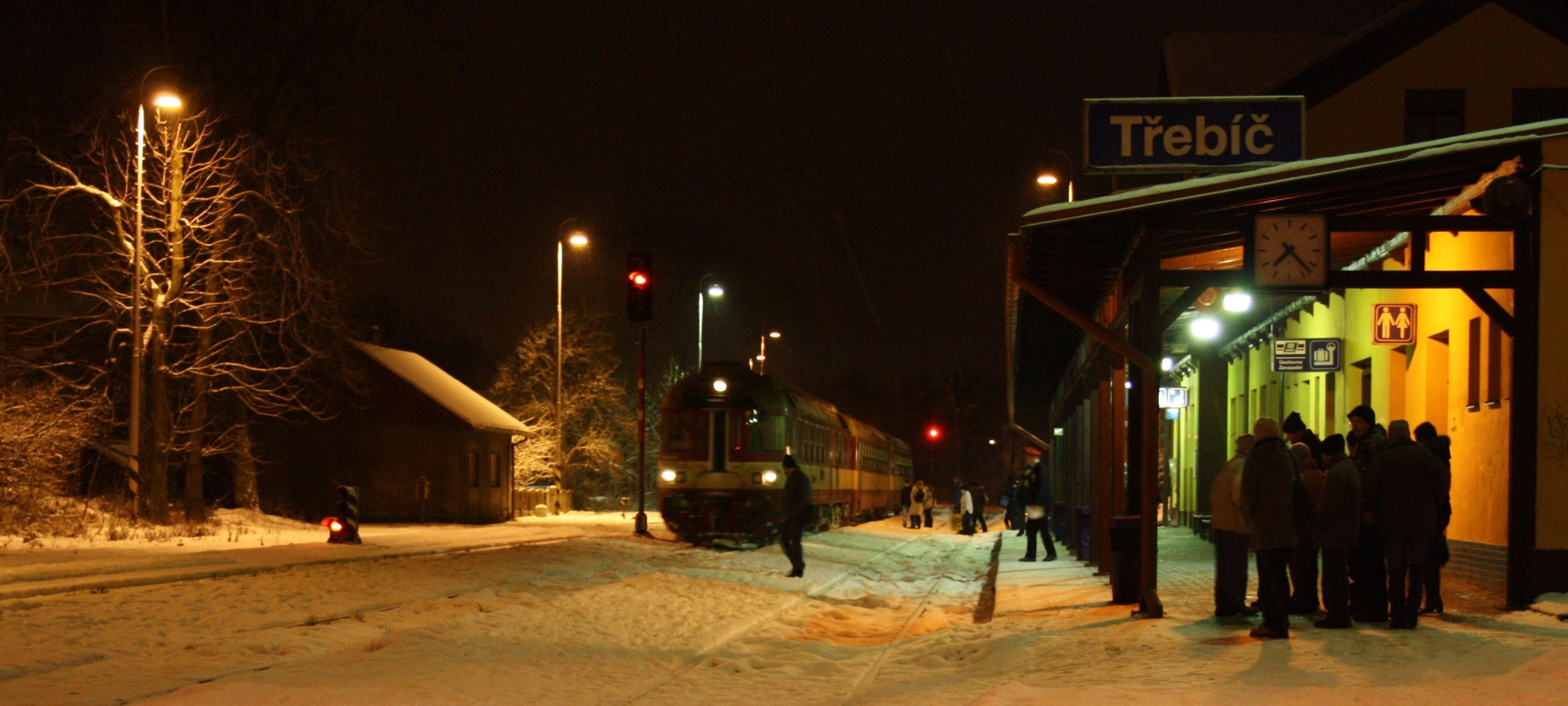
Přijíždějící vlak na nádraží

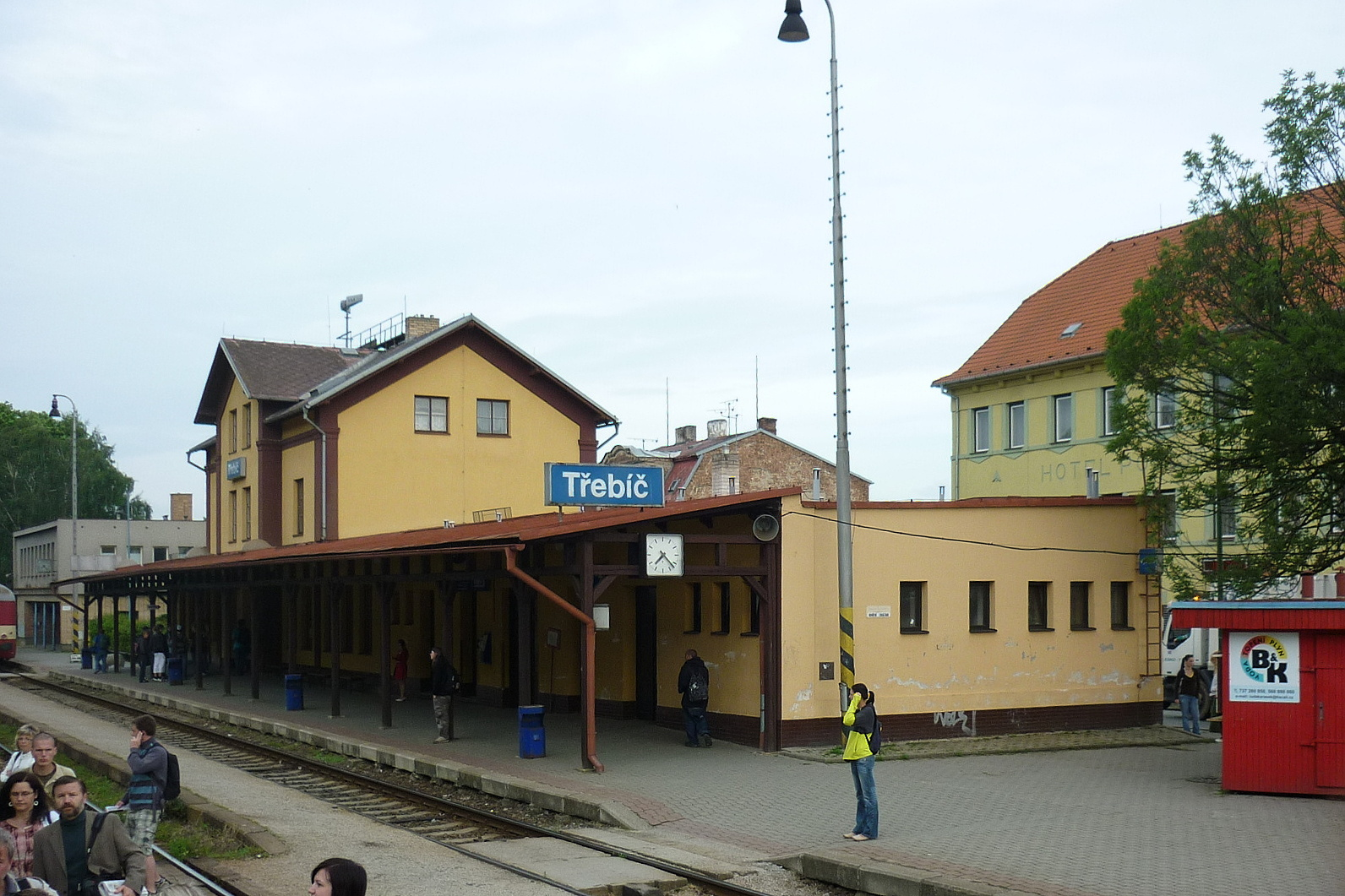

Třebíč je železniční stanice v km 50,062 trati Brno–Jihlava. Nachází se v třebíčské místní části Domky, asi půl kilometru vzdušnou čarou od Karlova náměstí v centru města.

## Historie

### Severní trasa trati
Třebíčské nádraží mělo podle původních plánů stát na Novém Městě východně od ulice Branky. Železniční trať totiž neměla řeku Jihlavu překonávat u Táborského mlýna a přes Jejkov vést do Domků a Boroviny, nýbrž měla od Vladislavi běžet přes Nové Město a Nové Dvory na Hrádek na Podklášteří a tam kolem panských sýpek dál k Sokolí, teprve za nímž by velikým mostem překročila řeku.

### Zahájení provozu
Železniční stanice Třebíč slavnostně zahájila provoz dne 3. června 1886. Zkušební jízda ze Zastávky u Brna do Okříšek proběhla dne 27. května 1886. Na slavnostním zahájení zahrály kapely několika třebíčských spolků, zúčastnilo se celé obecní zastupitelstvo i zastupitelé židovské obce. První vlak vyjel z Brna o půl deváté ráno a ve Střelicích se k němu připojil vlak z Vídně. Tímto vlakem cestovali prominentní lidé, jež byli pozvání na tuto cestu, byli to např. moravský místodržící hrabě Schönborn, moravský zemský hejtman Felix Vetter z Lilie, zástupce ministerstva války Bauer, předseda společnosti Státní dráhy a vedoucí stavby této dráhy August de Serres, správní rada baron Pereira a další zástupci společností, jež stavěly dráhu. Vlak dorazil na třebíčské nádraží kolem dvanácté hodiny, v tuto dobu již byl náležitě ozdoben černožlutými a bíločervenými praporci. Po příjezdu a vystoupení hostů byli tito uvítání projevem tehdejšího starosty Jana Františka Kubeše, dočkalo se mu reakcí v němčině od předsedy Serrese i hraběte Schönborna. Vlak se později rozjel dále a zastavil až po přejetí borovinského mostu, kde byla obdivována stavba tohoto viaduktu. Vlak později zastavil i v zastávce Borovina, kde byli hosté přivítání paními z rodu Budischowských. Vlak svoji jízdu ukončil v Okříškách, kde se konal slavnostní raut. Pravidelný provoz tedy začal 4. června téhož roku a původně jezdily na trati dva vlaky denně, cestu z Brna do Jihlavy zvládly za 4 hodiny a 53 minut, jízdné tehdy bylo ve výši 2 zlatých a 13 krejcarů (I. třída) resp. 1 zlatý a 42 krejcarů (II. třída).

### Modernizace
V roce 1924 začaly přes stanici jezdit i rychlíky, první rychlík byl ozdoben nápisy „Od Šumavy k Tatrám“ a na třebíčské stanici do něj přistoupila delegace třebíčských zastupitelů v čele s tehdejším starostou Karlem Přerovským. 24. března se sešla v Třebíči komise Ministerstva železnic, která měla projednat rozšíření stanice, ani přes časté urgence toto nebylo uskutečněno. První rekonstrukce (nástřik fasády) byly provedeny až v roce 1954.
Poslední rekonstrukce budovy proběhla v roce 1995, v roce 1994 se konalo výběrové řízení, kde ze 12 společností byla vybrána společnost Aras z Velkého Beranova. Tato provedla rekonstrukci vnitřní i venkovní, byla opravena omítna, kompletně vyměněny technické sítě, vyměněny okna, dveře a vyměněna byla i střecha. Byla opravena i sociální zařízení a bytová jednotka v přístřeší. Byly změněny i dispozice v přízemí. Slavnostní otevření proběhlo 23. června 1995 za přítomnosti zástupců města i společností, jež se účastnily rekonstrukce. V květnu 2016 se součástí nádraží stala půjčovna kol provozovaná Českými drahami. V roce 2016 také proběhla další rekonstrukce trati, součástí rekonstrukce byla i úprava prostor nádraží, kdy vzniklo 220 metrů dlouhé ostrovní nástupiště s podchodem. Stejně tak byl vybudován příchod podchodem na toto nástupiště. V rámci modernizace a projektu Kniha do vlaku byla připravena knihovnička v budově stanice. První vlak po rozsáhlé revitalizaci (červenec 2016 – únor 2017) přijel 28. února 2017 ve 22:14, byl to osobní vlak číslo 4852 (Brno hl. n. – Okříšky). Třebíčský odbor dopravy prohlašoval, že beton v podchodu nevypadá dobře a radnice pak navrhovala, že by podchod mohl být pomalován obrázky, posprejován či jinak vyzdoben. V červnu 2017 byla do blízkosti nového podchodu instalována tzv. solární lavička s bezdrátovým připojením na internet, USB porty a solárním nabíjením. V červnu 2017 byly zprovozněny výtahy do podchodů pod kolejemi. V červenci 2018 byly vyhlášeny výsledky soutěže pro grafickou výmalbu betonového podchodu, kdy celou soutěž řešila skupina mladých lidí, která získala podporu od Rady mládeže Kraje Vysočina. Tři vítězné návrhy postoupily do druhého kola, které rozhodne odborná porota.
V roce 2018 bylo oznámeno, že roku 2019 má být nádražní budova rekonstruována, celková cena stavby měla dosáhnout 30 milionů Kč. Rekonstrukce měla začít v polovině roku 2019 a dokončena měla být v srpnu roku 2020. Přízemní část budovy by měla být bezbariérová, čekárna a pokladny měly být blíže hlavnímu dopravnímu terminálu, přestavěno má být i zázemí pro zaměstnance drah. Vzhled budovy měl zůstat přibližně stejný. Přestavba se posunula a byla zahájena v únoru roku 2020, celková cena stavby měla dosáhnout 27,5 milionu Kč a měla být dokončena na počátku roku 2021. Zahájení stavby nastalo 17. února 2020. V únoru roku 2020 bylo oznámeno, že rekonstrukce potrvá od 18. února do 31. prosince 2020, rekonstrukci měla provést Správa železnic. V květnu roku 2020 byly instalovány nové stropní panely. V únoru roku 2021 byla rekonstruována kompletně budova, budova byla komplexně převedena na bezbariérový projekt, byly rekonstruovány toalety a modernizovány ostatní prvky v budově a jejím okolí. Rekonstrukce měla být dokončena v dubnu.

## Budovy
Stavba budovy nádraží byla zahájena v červnu roku 1885 a dokončena byla v květnu roku 1886, 10. února 1886 byla podána žádost o přidělení domovního čísla budově třebíčské železniční stanice. Nástupiště ještě nebylo kryté a součástí budovy byla čekárna III. třídy, čekárny pro I. a II. třídu a kancelář přednosty stanice. V podlaží byl čtyřpokojový byt a v přístřeší byl byt výhybkáře. Současně bylo postaveno i skladiště a záchod pro cestující I. třídy. Nutnou součástí byl i zvon, který byl v těsné blízkosti nádraží.
Rozšíření se výpravní budova dočkala zjara roku 1901 zbudováním přízemních přístavků z obou svých stran. V pravém přístavku byla tehdy dopravní a telegrafní kancelář, čekárna, nákladní pokladna a byla do těchto prostor přesunuta i kancelář přednosty stanice. Do levého přístavku byla nově zřízena čekárna pro cestující III. třídy a z původní kanceláře přednosty byly zřízeny čekárny pro cestující z I. a II. třídy. Původní čekárny I. a II. třídy byly přeměněny na vestibul s osobní pokladnou. Další menší přízemní přístavba pak následovala roku 1919, byl tehdy rozšířen levý přístavek a jeho součástí se stala výpravna poštovních zásilek. V roce 1923 byla přistavěna budova pro nákladní dopravu a účtárnu. V této podobě v podstatě slouží dodnes, třebaže snahy o rozšíření stanice tu byly, např. ve 30. letech a 60. letech 20. století. Velká rekonstrukce budovy stanice proběhla v letech 1994 a 1995. Opraveny byly střechy, vyměněna okna, provedeny nové venkovní omítky, vyměněny byly veškeré technické sítě, vybudováno bylo ústřední topení, rozšířen byl vestibul, v podkroví renovována bytová jednotka.
Roku 2008 byl uveřejněn záměr vybudování nové budovy třebíčské železniční stanice. Ta by mohla vyrůst více na východ v prostoru naproti budově okresního soudu.

## Koleje
Podle údajů ze staniční kroniky měla stanice původně tři průběžné koleje (I., II. a IV.) a jednu skladištní kolej (III.). Roku 1909 byla prodloužena kolej č. IV. směrem k Vladislavi. Roku 1923 přibyla kusá kolej (V.) a průběžná kolej (VI.). Příští rok byly koleje přečíslovány vzhledem ke stanovení Brna začátkem trati. V dalších letech byly koleje prodlužovány, roku 1938 přibyla sedmá vykládací kolej pro vozové zásilky. Během rekonstrukce nádražní budovy v letech 1994–1995 bylo prodlouženo nástupiště u koleje č. 2 (první od budovy) tak, že se kolej č. 4 (kolej s nákladištěm a u skladiště) stala kolejí kusou. Později byla kolej ještě o několik metrů zkrácena, znovu na úkor prodloužení nástupiště.
Jediná vlečka třebíčské stanice vedla do První brněnské strojírny. Do provozu byla dána v roce 1964 a využívána byla do samého konce 20. století. Její koleje byly odstraněny na jaře roku 2008. Nad tratí poblíž přechodu pro pěší je konstrukce pro teplovodní potrubí TTS Třebíč.
V létě 2011 bylo vybudováno parkoviště východně od budovy. Budova byla v letech 2016 a 2017 rekonstruována, i přes zprovoznění kolejí v březnu 2017 pokračovaly dodělávky nádražní budovy a nově vybudovaného podchodu i nadále. Ke konci březnu mají být rekonstrukce dokončeny.

## Terminál
Na jaře roku 2014 došlo k zahájení stavby přestupního terminálu. Na stavbě lze přestoupit z vlakové na autobusovou dopravu a naopak. Na přelomu března a dubna bylo zbouráno původní skladiště a vytrhány kusé koleje, což nastartovalo terénní úpravy. V prosinci roku 2014 došlo k otevření nového, normovaného nástupiště u 1. koleje od budovy, dovybaveného informačním systémem a přístřeškem pro cestující. Další změna v kolejišti proběhla u budoucího nového nákladiště pod Riegrovou ulicí. Pátá kolej od budovy byla na vladislavském zhlaví degradována na kusou, příjezd na ní je umožněn pouze z krahulovského zhlaví třebíčské stanice. Součástí terminálu jsou i 3 bikeboxy.
Jednalo se o dva projekty. Přestupní terminál Třebíč financovalo město Třebíč, úpravy kolejiště a nástupišť byly v režii SŽDC.
V roce 2019 bylo oznámeno, že město Třebíč chce od Českých drah zakoupit pozemky pod přestupním terminálem.

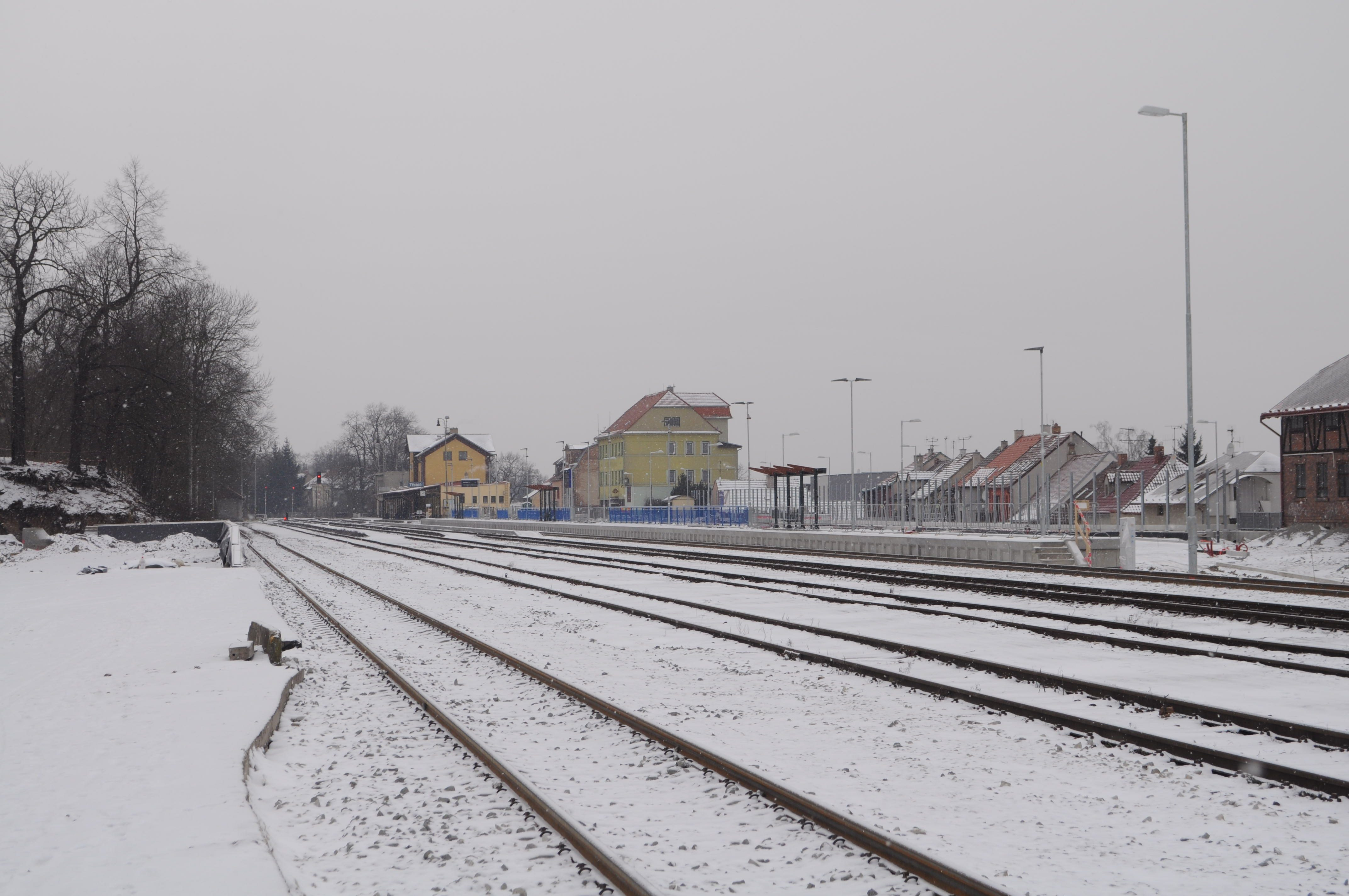
Stavba přestupního terminálu (stav ke 31. 12. 2014)

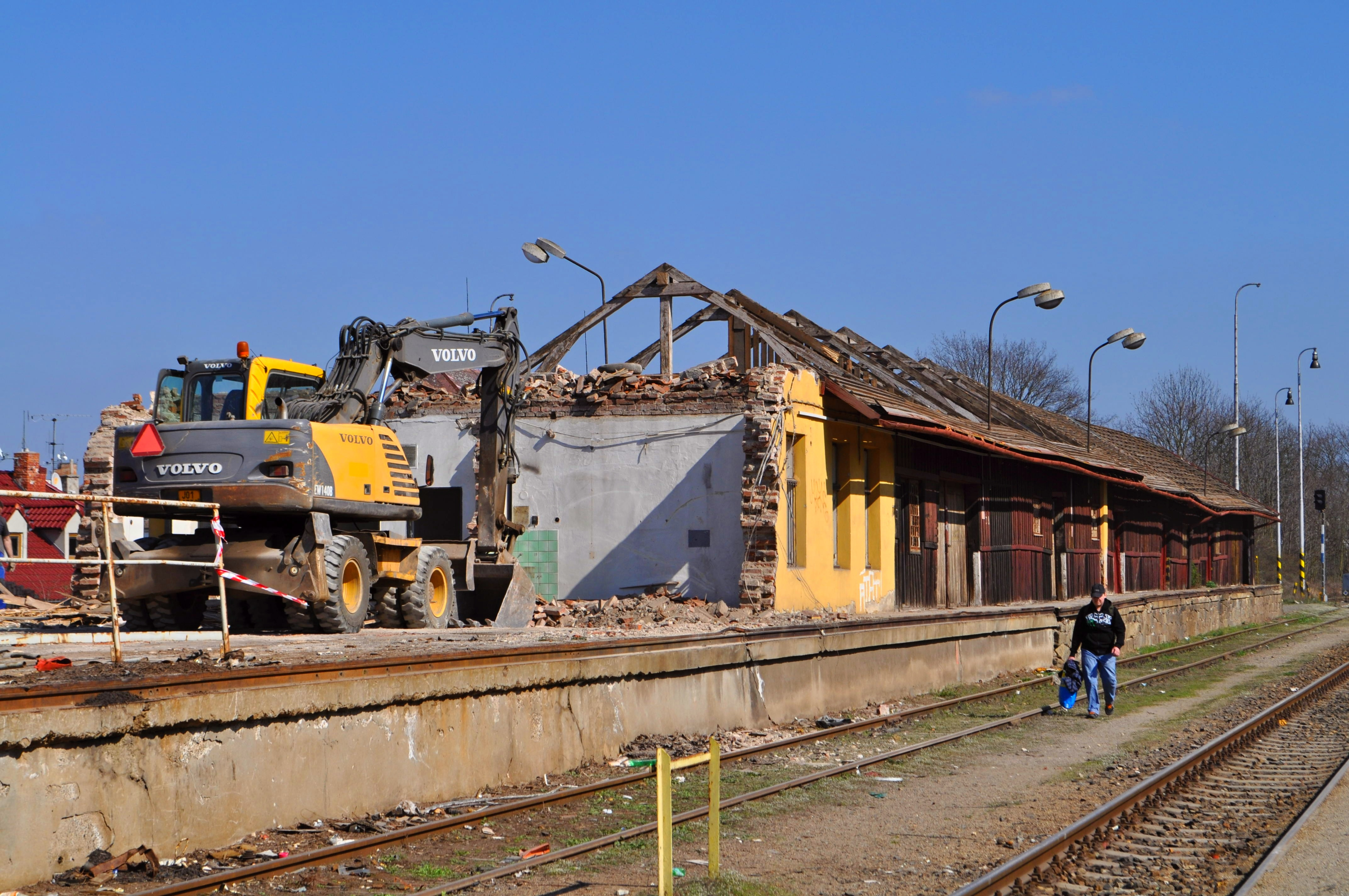
Demolice skladiště

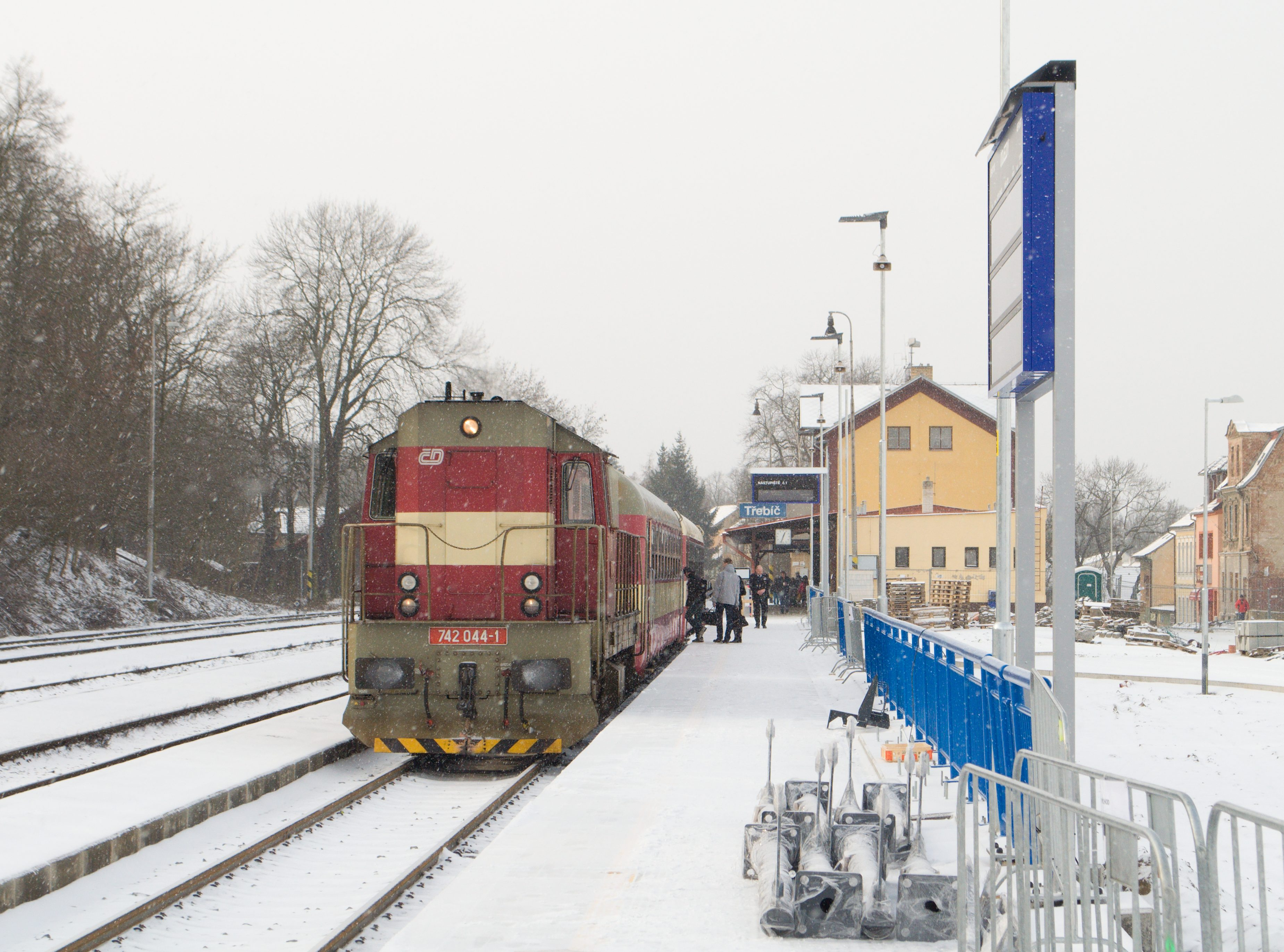
Nové, normované nástupiště a osobní vlak mimořádně s lokomotivou 742.044